# Patrick McCarthy

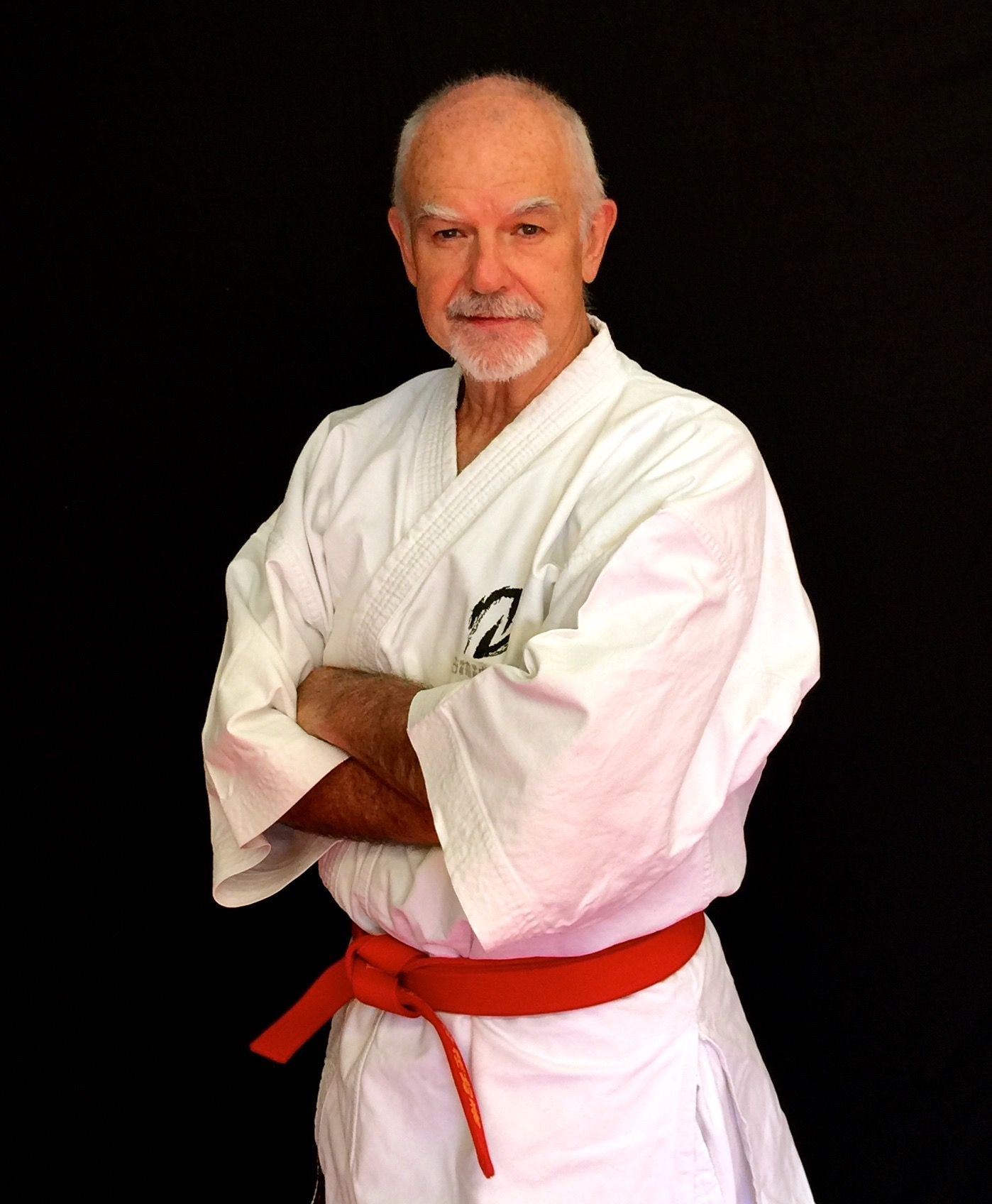
Patrick McCarthy 2015

Patrick „Pat“ McCarthy (* 4. Dezember 1954 in Kanada) ist ein australischer Kampfkunst-Lehrer. Als Inhaber des 9. Dan Karate und dem vom Dainippon Butokukai verliehenen Titel eines Hanshi ist er einer der hochrangigsten nichtasiatischen Lehrer der westlichen Welt. McCarthy begann im Alter von 10 Jahren mit dem Karate. Später befasste er sich intensiv mit der Geschichte des Okinawa-Karate und seines Ursprungs im chinesischen Quanfa. Im Zuge dieser Studien lebte er mehrere Jahre in China und Japan, studierte dort unter verschiedensten Meistern und veröffentlichte mehrere Bücher, darunter auch eine kommentierte Übersetzung des Bubishi. Seinen Kampfkunststil nennt er Koryū Uchinādi.
Heute steht McCarthy dem ersten von der australischen Regierung anerkannten Hochschulstudiengang für Kampfkunstinstruktoren vor und ist Direktor der International Ryu Kyu Karate Research Society (IRKRS).

## Werke
- Patrick McCarthy (Hrsg.): Bubishi. The classic manual of combat. Tuttle Publishing, Tokyo 2008, ISBN 978-0-8048-3828-3 (englisch).
- Patrick McCarthy (Hrsg.): Ancient Okinawan martial arts. Koryu Uchinadi. Tuttle Publishing, Boston 1999, ISBN 0-8048-2093-7 (englisch).